# Cotia
Cotia es un municipio del estado de São Paulo, en la Región Metropolitana de la ciudad de São Paulo, Microrregión de Itapecerica da Serra. Tiene una población de 205.154 habitantes en un área de 323,89 km², lo cual resulta en una densidad de 620,6 hab/km². 
Se encuentra en las riberas del río Cotia, afluente do Río Tieté. Es considerada un área de expansión de los barrios residenciales de la Región Metropolitana, en dirección oeste. Se le conoce como "Ciudad de las Rosas", por Roselândia, um barrio a 7 km del centro urbano, que es una superficie extensa de cultivo de rosas y plantas ornamentales. Actualmente, Cotia es uno de los municipios más ricos y desarrollados de su región.
Muchos residentes de Cotia trabajan en la ciudad de São Paulo, lo que genera un intenso tráfico de vehículos y congestiones constantes en la Rodovia Raposo Tavares (SP-270). 
Cuenta con muchos condominios, entre ellos algunos de lujo, principalmente en el distrito de Granja Viana.

## Economía
La economía de Cotia es variada, destacándose los sectores industrial y agrícola.
El sector industrial se localiza principalmente a lo largo de la carretera Raposo Tavares y sus alrededores. Los productos más importantes son los materiales eléctricos, químicos, cerámicas, juguetes, textiles, explosivos, alimentos, vinos, aguardiente y maquinaria agrícola.
En la agricultura se destacan papa, tomate, maíz, fríjol, ajo y frutas diversas, siendo el área agrícola más importante Caucaia do Alto. La avicultura también se desarrolla. 
Otro factor económico importante en el municipio es el turismo.

## Geografía

### Clima
El clima del municipio, como el de toda la región, es subtropical. La temperatura media anual es de 18Cº, siendo julio el mes más frío (media de 14 °C) y febrero el más caliente (media de 22 °C). El índice pluviométrico anual es de 1.400 mm.

### Hidrografía
- Río Cotia que divide en dos el municipio
- Río Sorocamirim que separa Cotia de Ibiúna
- Río das Graças
- Ribeirão da Ressaca que limita Cotia de Itapecerica da Serra.
- Ribeirão da Vargem Grande
- Arroyo Molino Viejo que nace en Embu das Artes, atraviesa el barrio dMoinho Velho y desemboca en el río Cotia.
- Arroyo Bermejo
- Arroyo Pununduva
- Represa Pedro Beicht localizada en la Reserva do Morro Grande es responsable por el abastecimiento de agua de Cotia y municipios vecinos.
- Represa da Graça localizada en la Reserva do Morro Grande, también abastece la comarca de Cotia.
- Cachoeira Furquim
- Cachoeira Rincão
- Ribeirão das Pedras - Afluente del río Cotia; tiene origen en los nacimientos de la Granja Carolina; recibe los arroyos que nacen en el Morro dos Macacos y corre paralelo a la Rodovia Raposo Tavares, entre os kilómetros 29 a 31,5. Manantial histórico del municipio de Cotia, allí se hicieron las primeras captaciones de agua para el acueducto.

### Censos de Población
- 1750 = 3.770 habitantes
- 1856 = 4.125 habitantes
- 1930 = 20.485 habitantes
- 1980 = 62 000 habitantes
- 1991 = 106 306 habitantes
- 2000 = 148.987 habitantes (censo demográfico del IBGE 2000)
- 2010 = 201.023 habitantes (censo demográfico del IBGE 2010)

## Transportes

### Carreteras
- Rodovia Raposo Tavares (SP-270) Destinos: São Paulo, Osasco, Sorocaba, Itapetininga, Presidente Prudente, Divisa SP-MS
- Estrada da Roselândia (SP-29) Destinos: Roselândia, Itapevi
- Rodoanel Mário Covas (SP-21) Destinos: Rodovias Anchieta, Imigrantes, Régis Bittencourt, Castelo Branco, Bandeirantes e Anhangüera
- Rodovia Bunjiro Nakao (SP-250) Destinos: Ibiúna, Piedade

### Transporte público
Terminal Rodoviário:
- Terminal Metropolitano de Cotia (EMTU):

Posee rutas que unen a la ciudad de São Paulo y a su Región Metropolitana con el centro y los barrios de Cotia.